# لاوسون، قلمرو پایتختی استرالیا
لاوسون (به انگلیسی: Lawson) یک حومه شهر در استرالیا است که در قلمرو پایتختی استرالیا واقع شده‌است.